# Comunidad Odinista de España-Ásatrú
La Comunidad Odinista de España-Ásatrú, conocida también como Círculo Odinista Europeo (COE), es una organización neopagana germánica fundada en España en 1981, que propugna la práctica de una forma de neopaganismo denominado odinismo, cuya deidad suprema del panteón nórdico es Odín. Sus miembros se llaman a sí mismos paganos, un concepto de origen cristiano nacido en el siglo IV para identificar a los que no profesaban el emergente y cada vez más poderoso e influyente cristianismo. El término es aceptado no como peyorativo, sino como propio.   

## Odinismo
El término «odinismo» fue aportación de Orestes Brownson en su Carta a los Protestantes (1848). La misma palabra fue reintroducida a finales de la década de 1930 por el australiano Alexander Rud Mills, con su «Primera Iglesia Anglicanista de Odín» (inglés: First Anglecyn Church of Odin) y su libro «La Llamada de Nuestra Antigua Religión Nórdica» (The Call of Our Ancient Nordic Religion). En la década de 1960 y 1970, el Grupo de Estudios Odinistas de Else Christensen (más tarde Odinist Fellowship) importó el mismo término a Norteamérica.
Los odinistas no alaban exclusivamente a Odín, también honran a todo el panteón nórdico; el término odinismo se usa a menudo para identificar a los fieles de Ásatrú y Vanatrú.
Ásatrú, cuyo origen se remonta al nórdico antiguo, deriva de Áss or Ása, que se refiere a los Æsir, (una de las familias de dioses en la mitología nórdica, encabezada por el patriarca Odín; la otra familia son los Vanir), y trú, literalmente verdad o fe. Por lo tanto, Ásatrú es la «Fe a los Æsir».

## Historia

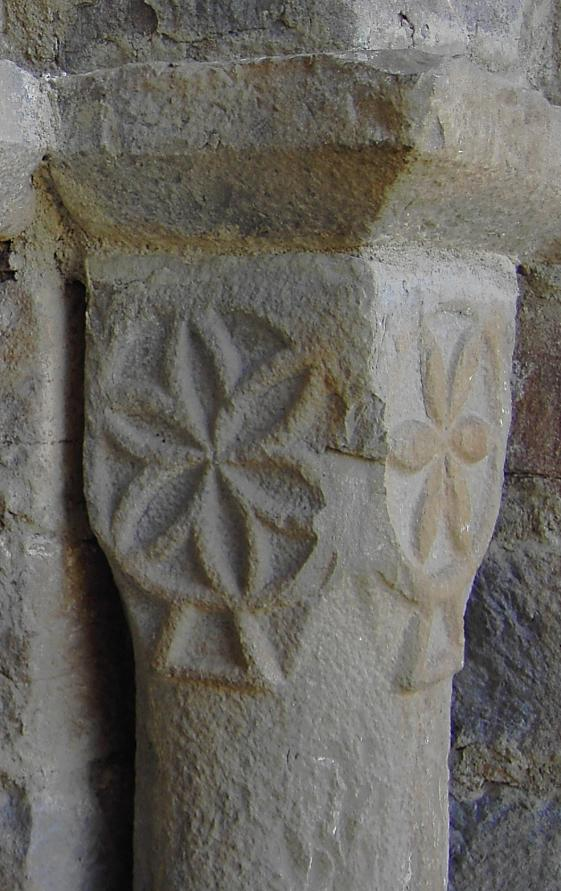
La hexapétala pagana es el símbolo de la Comunidad Odinista de España.

Bajo la influencia del grupo de Else Christensen, Ernesto García e Isabel Rubio fundaron el Círculo Odinista Español en 1981, siendo reconocidos como parte del grupo ese mismo año. En 2007 la organización cambia su nombre por Círculo Odinista Europeo tras años promoviendo la restauración del odinismo.
En el año 2006, el COE se implica en la preservación de la antigua capital de los godos de la península ibérica, Toledo. Los esfuerzos se encauzaron por vía de José María Barreda, por aquel entonces presidente de la comunidad autónoma de Castilla-La Mancha y frenó la destrucción de los restos de una ciudad encontrados en yacimientos de la región. Posteriormente, el yacimiento fue declarado monumento nacional.
En 2007 el COE pasa de ser una organización cultural a religión oficial reconocida por el Gobierno español, permitiendo celebrar «ceremonias civiles legalmente vinculantes» como uniones matrimoniales. El COE, por lo tanto, se convirtió en la cuarta organización religiosa Ásatrú en ser reconocida oficialmente por un Estado soberano, tras las de Islandia, Noruega y Dinamarca.
En 2010 se solicita oficialmente al Gobierno español la declaración de notorio arraigo, siendo la primera confesión religiosa politeísta establecida en España que la reclama, a fin de equipararla a nivel legal con el resto de las religiones establecidas. En 2014 se realiza un censo de los miembros de la COE y se alcanza la cifra de 10 000 personas teniendo esta implantación plena en todo el país.

## Estructura
La estructura es presidencialista, con un reiki o presidente, en quien recae la representación legal a nivel ejecutivo. El reiki ostenta la jefatura social de la comunidad, así como cabeza religiosa en el COE.
La clase sacerdotal se compone de un goði y una seiderkner (que a su vez se compone en spaekona, responsable de celebrar spae, y la seidkona, que se encarga de las funciones ceremoniales y une las funciones de una völva). Cualquier persona, de cualquier sexo, puede aspirar a ambos cuerpos del Seider.
A finales de 2008, el cofundador Ernesto García fue nombrado presidente, cargo que compagina actualmente con el de Allsherjargoði (Ufargoði de la Comunidad). 
A nivel territorial, el COE se organiza en Kindreds, grupos locales de culto que, en función del número de miembros de la zona, pueden abarcar desde una ciudad hasta un territorio más amplio, como una región.

## Festividades
- Enero (Wintrumenoþs)
  - 21 de enero: Día de la fundación del COE en 1981.
- Noviembre (Frumajiuleis)
  - 9 de noviembre - Fiesta de los Einherjar, o día de los Héroes. Día de aquellos elegidos dignos a reunirse en el Valhalla.[11]

Para el resto de festividades, 

## Creencias

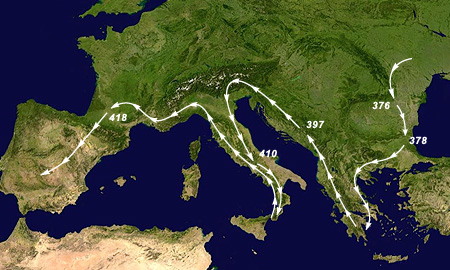
Principal columna migratoria de los visigodos.

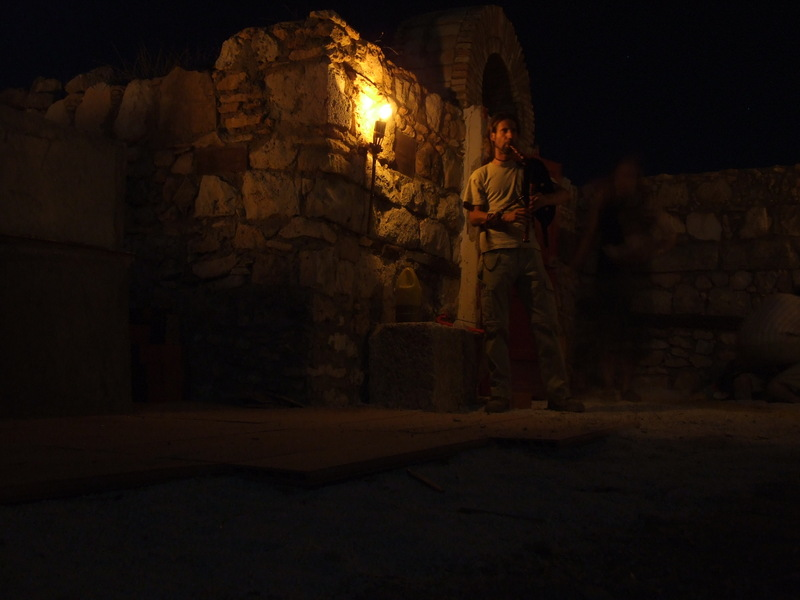
Vista interior del templo odinista de Navas de Jorquera.

Tras las continuas migraciones en el proceso de las invasiones germánicas y el colapso del Imperio Romano, los visigodos establecieron su reino en la península ibérica a lo largo del siglo VI, estableciendo su capital en Toledo por su estratégica situación geográfica. COE se identifica con la herencia visigoda, que dota del espíritu de unidad con los pueblos europeos y en particular la amplia familia de pueblos germánicos, entre los que destacan los suevos y vándalos, tribus que ya se habían establecido en la península.
El código de los valores del odinismo que rigen las vidas de los creyentes se basan en las «nueve nobles virtudes» y los nueve puntos del programa del COE:
| Nueve Nobles Virtudes    |
| ------------------------ |
| 1. Valor                 |
| 2. Verdad                |
| 3. Honor                 |
| 4. Lealtad               |
| 5. Disciplina            |
| 6. Hospitalidad          |
| 7. Confianza en sí mismo |
| 8. Laboriosidad          |
| 9. Perseverancia         |

| Nueve Puntos del Programa de COE                       |
| ------------------------------------------------------ |
| 1 – Odinismo, nuestra religión ancestral en Europa.    |
| 2 – La religión del futuro.                            |
| 3 – Los Dioses y lo sagrado.                           |
| 4 – Código de valores como medio de subsistencia.      |
| 5 – Odinismo como estilo de vida.                      |
| 6 – El mundo, el hombre, alma y cuerpo.                |
| 7 – Respeto por la diversidad. Lucha por la identidad. |
| 8 – Religión, política y sociedad.                     |
| 9 – Todo perece, todo vuelve a ser.                    |

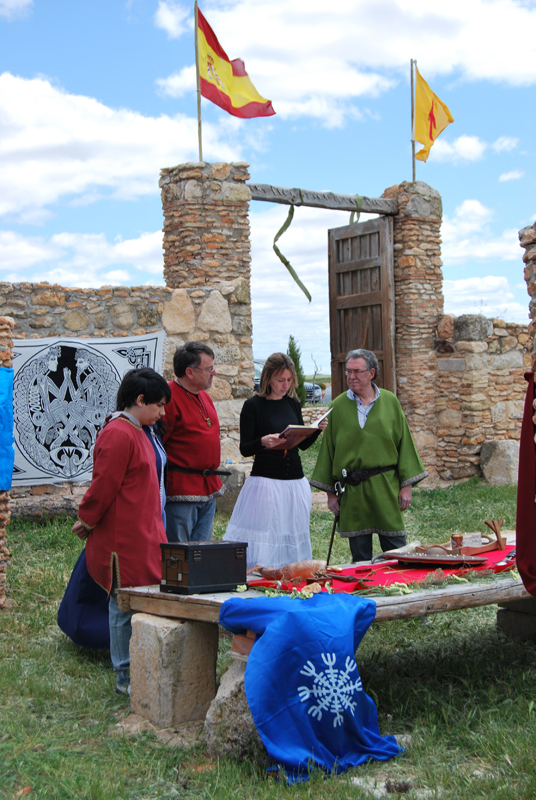
Celebración de una boda odinista.

El COE estudia muy de cerca las hipótesis del biólogo y filósofo británico Rupert Sheldrake sobre los campos mórficos, así como el inconsciente colectivo del psicólogo suizo Carl Jung; dichas teorías son consideradas como muy cercanas a las ideas germánicas que tantea el pozo de Urd y presentan una definición de metagenética como:

La hipótesis de que hay implicaciones espirituales o metafísicas de la relación física entre los seres humanos que se correlacionan, pero van más allá de los límites conocidos de la genética.

## Espacios naturales sagrados

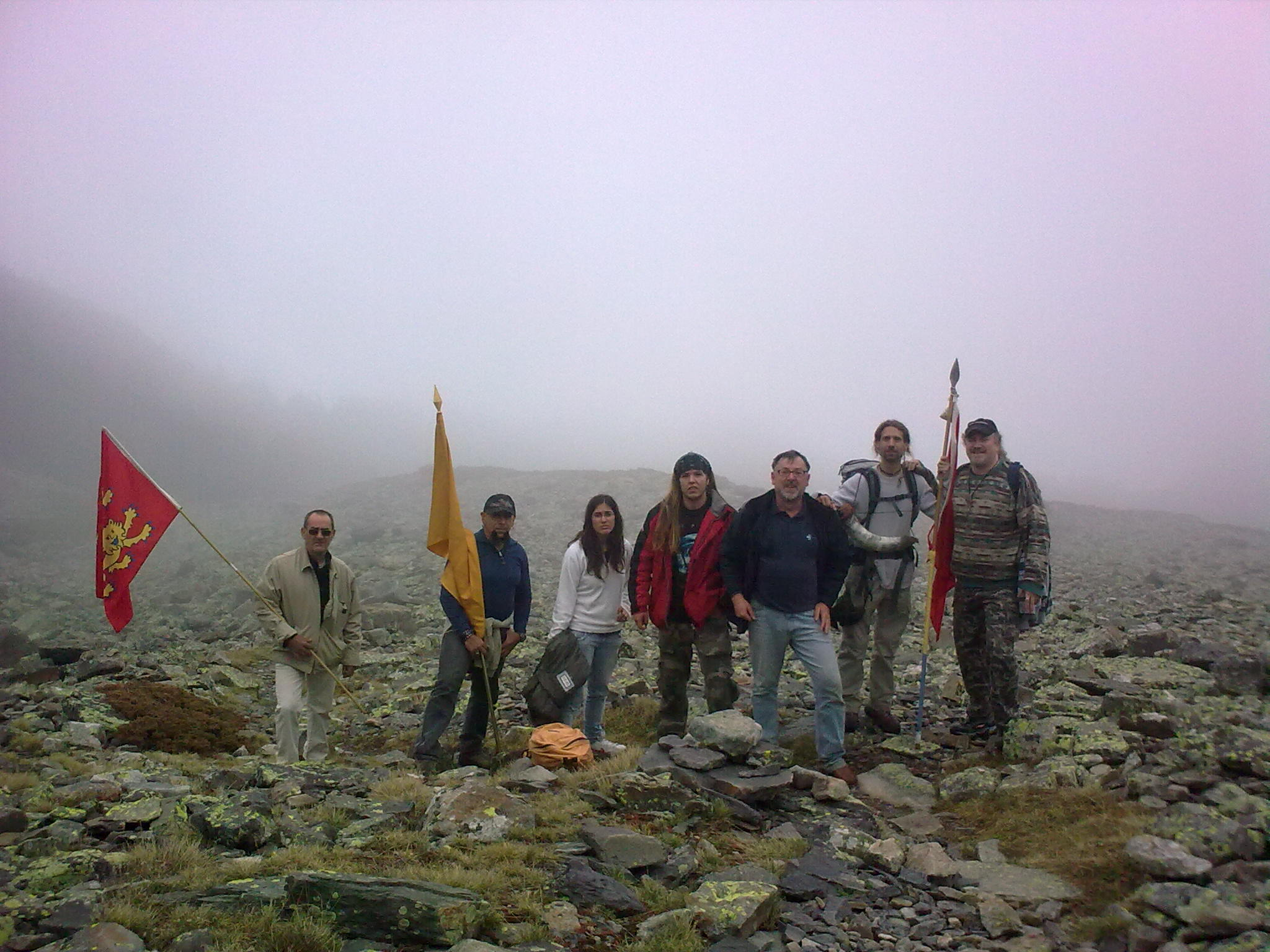
Odinistas de COE en Moncayo.

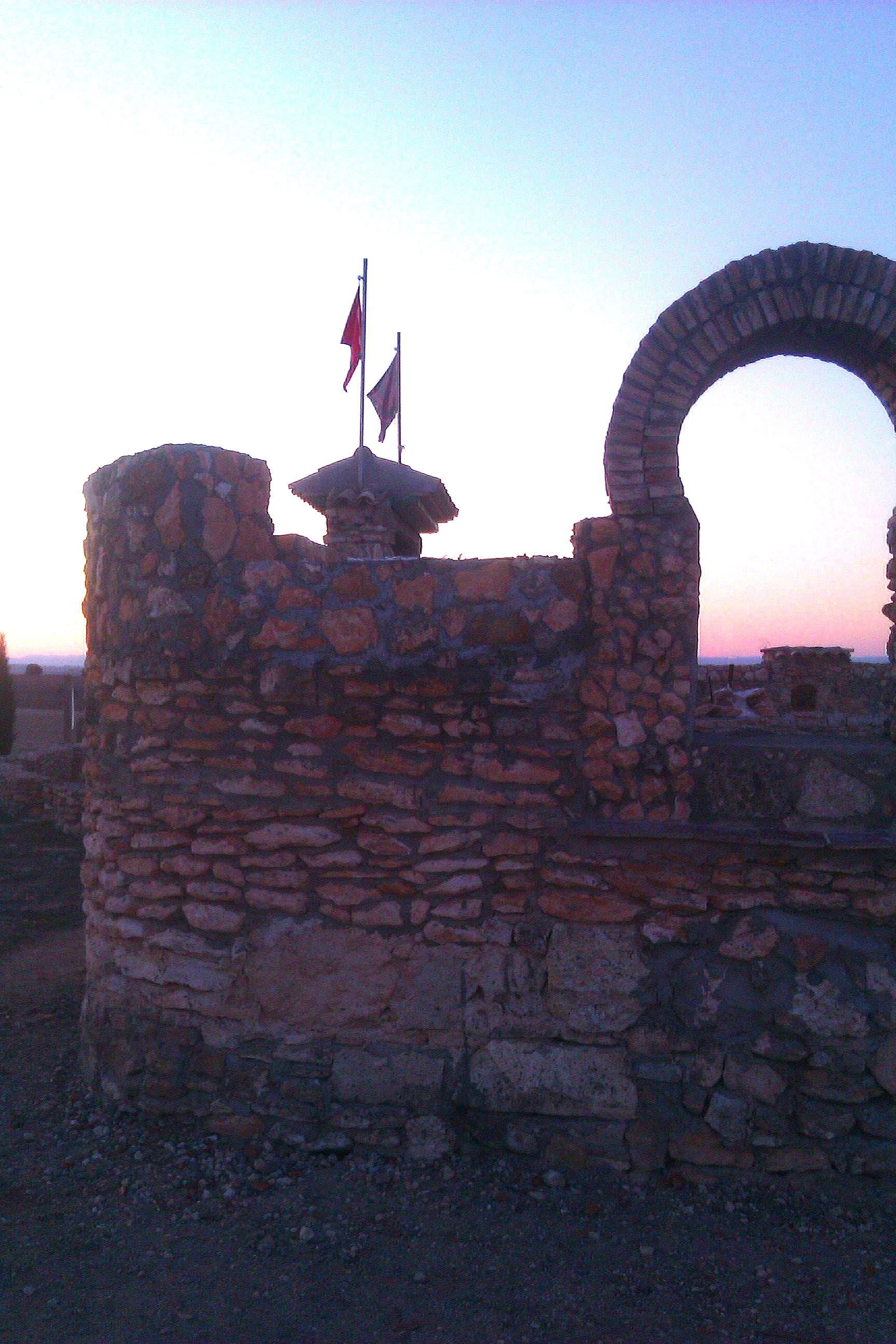
Vista exterior del templo odinista de Navas de Jorquera.

La Comunidad Odinista de España-Asatru, como expresión de sus creencias rinde culto a la Naturaleza. El Odinismo es la religión de la Naturaleza. La Naturaleza es concebida como un organismo vivo, que se basta a sí mismo y que en este sentido es eterno. Por tanto se excluye la idea de creación que presupone un Dios personal que contrapone al mundo. La única expresión de la divinidad sensible, es la fuerza y la energía de la Naturaleza.
Tiene declarado como lugar de culto la montaña sagrada de Moncayo, en la que anualmente realizan ceremoniales en su honor.

## Primera boda odinista en España
El 23 de diciembre de 2007 se celebró la primera boda legal odinista en España, que tuvo lugar en la población barcelonesa de Villanueva y Geltrú. En la ceremonia participaron miembros de otras confesiones religiosas paganas de España, así como fieles de la confesión Ásatrú y la Federación Pagana Internacional. La nueva legislación sobre bodas confesionales no cristianas se rige por la Ley Orgánica de Libertad Religiosa 7/1980 del 5 de julio.
Nunca, hasta entonces, el paganismo había conseguido un reconocimiento legal para celebrar bodas según los ritos religiosos de las religiones minoritarias presentes en España, aunque antes del cristianismo fue un país pagano, pero de culto romano y no de culto germánico.
El 4 de septiembre de 2021 se celebra en el municipio barcelonés de Gavá, la primera ceremonia mixta en el salón de plenos municipal. Por primera vez convergieron un matrimonio civil y otro religioso en un recinto consistorial, durante la entrega de anillos, siendo la primera vez que un ayuntamiento español acogía un matrimonio de esta confesión.

## Templo de Gaut

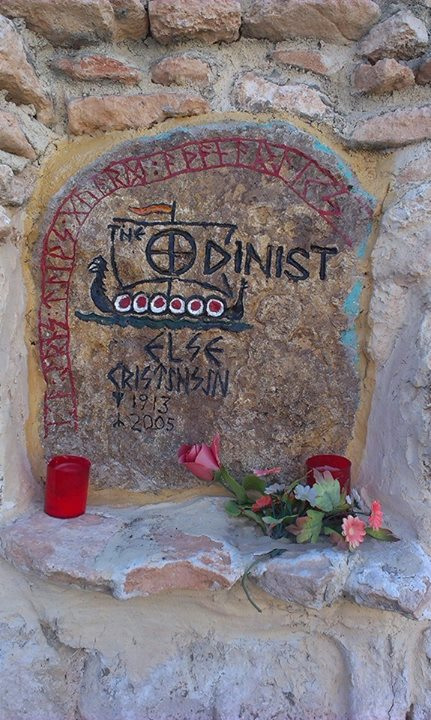
Memorial a Else Christensen, en el interior del templo odinista de Navas de Jorquera.

Uno de los pilares del proyecto odinista español es el templo. Hay un viejo edificio en la población de Navas de Jorquera,  en la provincia de Albacete, que se adquirió legalmente como propiedad y permanece en reconstrucción desde mediados de 2005.
El Templo fue terminado  en 2009 y desde entonces está en uso es el único templo activo y reconocido por el Estado español al aire libre, puesto que los antiguos están todos incluidos en la red de monumentos estatales y no es posible efectuar rituales en ellos.
La Universidad Autónoma de Barcelona mediante su gabinete de educación y comunicación con el apoyo de la Fundación Pluralismo y Convivencia, publicó El Libro Blanco, que pertenece al proyecto titulado «Los caminos del encuentro». Al margen de las plazas de culto más emblemáticas, entre las diferentes encuestas realizadas, El Templo de Gaut apareció como uno de los 20 lugares más peculiares desde el punto de referencia turístico-religioso en España.

## Textos publicados
En 2015 se publicó el primer libro de la confesión odinista española: «Encuentro con Odín, un ensayo sobre el destino». En 2017 COE editó por primera vez «Hávámál de bolsillo» en lengua española.